# Laurium
 (septembre 2012).
Si vous disposez d'ouvrages ou d'articles de référence ou si vous connaissez des sites web de qualité traitant du thème abordé ici, merci de compléter l'article en donnant les références utiles à sa vérifiabilité et en les liant à la section « Notes et références ».

Localisation du castellum à Woerden sur le plan de la ville en 2017

Laurium ou Laurum, aujourd'hui la ville de Woerden aux Pays-Bas, est un castellum du Limes du Vieux Rhin en Germanie inférieure dans le pays du peuple des Bataves.

## Topographie
Le castellum est situé sur une tres légère colline et à l'intérieur d'un méandre du Vieux Rhin aujourd'hui disparu. Il est équipé d'un port. 

## Toponymie
Son nom est indiqué sur la Table de Peutinger Laurum

## Castellum Laurium
La situation du Castellum a été précisée quand les traces des fossés Sud-Est et Sud-Ouest ont été mises au jour en 1999-2000. Les fouilles révèlent quatre phases de construction et les pièces de monnaie en proposent une cinquième. À en croire la numismatique, la première colonie romaine remonte à l'empereur Caligula qui a visité la région en l'an 40 et a décidé la construction des castellum de Fectio - actuellement Vechten - et Praetorium Agrippinae - aujourd'hui Valkenburg -. Cette phase de la construction, orientée nord-sud, n'a pas été répétée lors de la reconstruction de l'an 47 lorsque le général Corbulon a réorganisé le Limes du Vieux Rhin. Ce deuxième fort, en fonction sous le règne de l'empereur Claude, est détruit et brûlé lors de la révolte des peuples Bataves et Cananefates qui anéantissent deux légions au cours de l'été de l'an 70.
Après 70, sous le règne de Vespasien, un troisième fort est construit, toujours en bois. Une petite partie de ce fort a pu être fouillée et un bâtiment a pu être identifié sans toutefois pouvoir déterminer s'il s'agit d'un casernement ou d'une maison d'habitation, mais qui suggère que la cohorte XV Voluntarium, devait l'occuper. La technique de construction du castellum est remarquable et unique semble-t-il, par l'utilisation de palplanches.
La quatrième phase voit une reconstruction de pierres taillées et de briques, comme à Trajectum (Utrecht) et la présence de tuiles estampillées de la légion XXX Ulpia Vitrix casernée entre 140 et 180 à Castra Vetera - proche de l'actuelle ville de Xanten - peut donner une indication de construction du milieu du IIe siècle.
Comme tous les forts du bas Rhin, Laurium semble avoir été abandonné vers 274 lorsque l'empereur Aurélien réintègre l'empire gaulois indépendant dans l'Empire romain. Un nombre important de soldats sont rappelés en Italie et la frontière du Rhin s'est effondrée sous les invasions des peuples germaniques.
Après un quart de siècle, les Romains ont reconquis le Bas-Rhin. Pour Laurium, la présence de pièces de monnaie du règne de l'empereur Constantin Ier le Grand (307-337), Constantin II (337-340), Constant 1er (337 -350), Valentinien Ier (364-375) et Théodose Ier (378-395) peut être une piste mais en l'absence de preuves archéologiques évidente, on ne peut qu'émettre des hypothèses.

## Portus Laurium
Un document du XVIe siècle signale déjà la découverte d'une galère.
Un autre bateau, découvert en 1978 a permis aux paléobotanistes d'identifier la provenance des grains : les limons fertiles de la vallée de la Meuse et plus précisément encore la région d'Atuatuca Tungrorum, l'actuelle ville de Tongres.[précision nécessaire]
Mais c'est en 1980 que lors de fouilles on découvre le port fluvial et une embarcation.
Enfin, des éléments d'une galère et une galère complète de 30 mètres de long ont été retrouvés en 2003. La datation dendrochronologique lui donne l'âge de l'an 162 ou 163 apr. J.-C. et le bois provient des Pays-Bas. Au contraire de la plupart des navires calfeutrés avec des mousses, celui-ci est étanchéifié avec du roseau. On a retrouvé un navire semblable à Nigrum Pullum - aujourd'hui la ville de Zwammerdam - 15 kilomètres en aval.

## Vicus Laurium
Un étrange autel au dieu-soleil syrien Elagabal, dieu qui apparaît dès le milieu du IIe siècle, a été découvert dans le vicus. 
Quelques vestiges d'un bâtiment monumental dans le vicus près du fort, un morceau de brique de fresques ont été découverts en mai 2003. L'identification de cette construction avec des Thermes est imprécise, mais elle est une preuve supplémentaire de la cinquième phase. À noter enfin, la découverte d'un couteau à asperges.